# Lon Non
Lon Non (1930 - 1975) était un homme politique cambodgien, frère du Maréchal Lon Nol ; même si sa fonction officielle était limitée au rôle de responsable de la police du pays, il était néanmoins un rouage important de la république khmère de 1970 à 1975.
En avril 1975, alors que la fin de la république approche, il tente de négocier une capitulation honorable avec le commandement khmer rouge, mais échouera et sera l'une des premières victimes du nouveau régime du Kampuchéa démocratique.

## Biographie
Lon Non est le 7e enfant d’une fratrie de 10, dont le 2e est Lon Nol, le futur président de la république khmère et le 3e Lon Nil, qui sera assassiné par des manifestants antirépublicains en 1970.
Il fréquenta les bancs du collège Sihanouk de Phnom Penh où il croisa notamment un certain Saloth Sâr, futur Pol Pot.
Après des études de criminologie en France, il intègre l’école militaire de Phnom Penh, puis la gendarmerie nationale. Il profitera de l’aura de son frère, régulièrement ministre de la défense, pour soutenir certains organes de presse et organiser à son domicile des groupes de réflexions sur les sujets politiques du moment. Il était membre de l’Assemblée nationale du Cambodge et soutint son frère et le prince Sisowath Sirik Matak, quand le 18 mars 1970, ils déposèrent Norodom Sihanouk de la tête de l’État. Certaines sources prétendent même qu’il aurait été l’un des principaux instigateurs de ce coup de force.
Avec son frère à la tête du nouveau régime, Non gravit rapidement les échelons. Malgré son manque de connaissance dans le domaine militaire, il devint colonel, puis général. Les troupes d’élites Khmers Krom et Khmers Serei, entraînées par des instructeurs américains en république du Viêt Nam et envoyées au Cambodge, furent placées sous ses ordres. Les massacres de civils vietnamiens qui suivirent la déposition de Sihanouk semblent avoir été perpétrés par des militaires sous ses ordres.
Il crée le Sangkum Sathéaranak Râth (parti social républicain) qui se réclame inspiré par Lon Nol et qui obtient en septembre 1972 la totalité des sièges aux élections législatives (résultats facilités par le fait que pour 116 des 126 sièges à pourvoir à l’Assemblée nationale et 24 des 32 du sénat, un seul candidat se présentait).
En 1973, à la suite de la répression trop brutale de manifestations étudiantes par la police dont il a le commandement, Lon Non est « promu » ambassadeur itinérant afin de l’éloigner du Cambodge. C’est à cette occasion que sa femme fut arrêtée à Orly en possession de 170 000 $ en liquide alors qu’elle s’apprêtait à rejoindre son mari aux États-Unis. Cet éloignement sera toutefois de courte durée et Lon Non ne tardera pas à réapparaitre à Phnom Penh. 
En avril 1975, alors que la capitale est encerclée, il refuse de suivre son frère qui est évacué par les États-Unis et tente de négocier un cessez-le-feu avec le commandement khmers rouges. Cette entreprise était pourtant vouée à l’échec, son nom apparaissant dans une liste publiée par Norodom Sihanouk en février, dénommant les sept « traitres » devant être exécutés sur le champ en cas de victoire des forces de Pol Pot.
À l’arrivée des khmers rouges à Phnom Penh le 17 avril 1975, Lon Non fut capturé à son bureau et détenu au ministère de l’information. Peu après, Koy Thuon, délégué du nouveau gouvernement, installa à l’hôtel Monorom un comité pour l’élimination des ennemis. Sa première décision fut d’ordonner la liquidation immédiate de Lon Non et des autres dignitaires du régime républicain. Il fut exécuté sur la pelouse du Cercle sportif de Phnom Penh.

## Relation avec les Américains
Même si Lon Non avait contribué à installer un régime très favorable aux États-Unis, les relations avec eux furent loin d’être bonnes.
L’ambassade lui refusa l’accès au matériel américain, apparemment parce qu’il en détournait une partie à son profit. Certains avancent que ces détournements portaient sur 90 millions de dollars.
Comme le montre une étude de Kenton Clymer, des rapports de l’ambassade américaine datant de 1973 dépeignent Lon Non comme une personne dotée « d’une énergie et d’un sens de l’initiative hors du commun », mais dénué de scrupules moraux et de discernement politique. Toujours d’après ces rapports, Lon Non avait ses propres escadrons de la mort, soupçonnés de perpétrer des attaques violentes et de tenter d’assassiner les opposants politiques. En outre, le personnel de l’ambassade le tenait comme responsable de l’attentat manqué contre le chargé américain Thomas Enders (en) en 1972.
En 1973, au retour d’un exil de courte durée, le département d’État, soucieux qu’il ne génère de nouveau troubles, demanda à l’ambassade américaine de le contrôler. La réponse de John Gunther Dean (en), l’ambassadeur ne se fit pas attendre : « … Ce problème aurait pu être évité si ceux qui devait prendre soin de Lon Non aux États-Unis avaient fait correctement leur travail … ».